# Refugi antiaeri de la Garriga
El refugi antiaeri de la Garriga és un refugi antiaeri construït a la Garriga (Vallès Oriental) durant la Guerra Civil Espanyola (1936-1939). És una obra inclosa en l'Inventari del Patrimoni Arquitectònic de Catalunya.

## Descripció
Situat just al costat de l'estació de tren, aquest refugi antiaeri va ser el primer refugi museïtzat de Catalunya, l'any 2006. Es tracta d'un refugi excepcionalment ben conservat, excavat directament a la roca granítica, amb dues entrades i més de 110 metres de galeries.

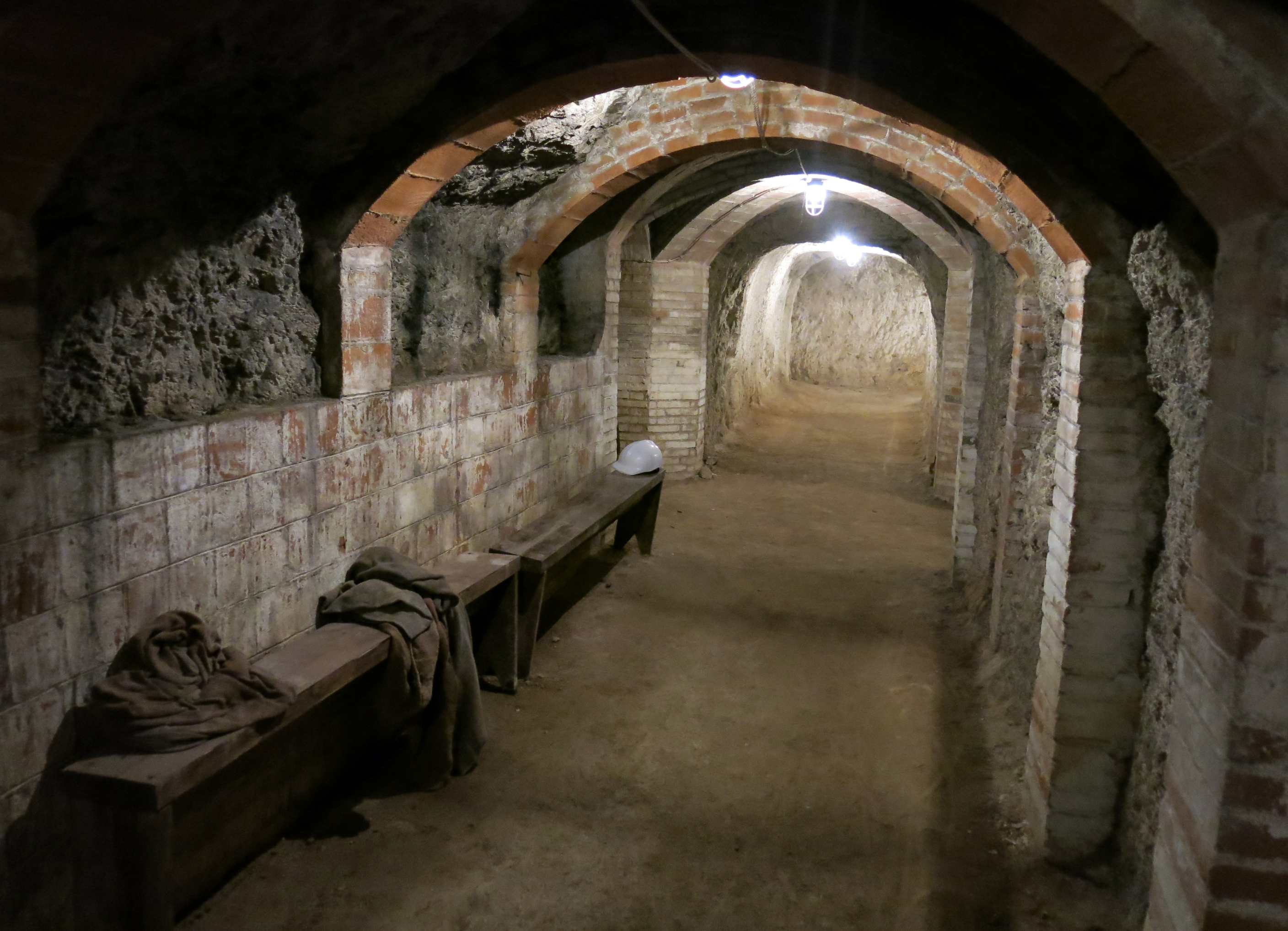
Interior del refugi

La visita al refugi, a través de la informació aportada per un mòdul exterior, dels punts d'àudio situats a l'interior -que, entre d'altres, reprodueixen converses entre personatges de l'època o fins i tot un bombardeig-, i de les explicacions del guia acompanyant, ofereix una panoràmica àmplia del desenvolupament de la guerra a la rereguarda catalana i de l'angoixa i la por que portaren a construir milers de refugis a tot Catalunya.

## Història
El refugi va ser construït pel veïnat de la Garriga, l'any 1938, sota les ordres de la Junta de Defensa Passiva local i va servir per a protegir dels atacs aeris la població, especialment quan les bombes franquistes colpejaren mortíferament el municipi el dia 29 de gener de 1939. El refugi forma part de l'itinerari Patrimoni i Memòria.
El dia 29 de gener de 1939 va salvar la vida de nombrosos garriguencs, en un bombardeig que causà la mort de tretze persones i que, entre d'altres edificis, destruí l'estació de tren, situada just al davant del refugi.